# Karviná-Darkov (železniční zastávka)
Karviná-Darkov je železniční zastávka, která se nachází jižně od karvinské části Lázně Darkov. Leží v km 331,334 trojkolejného úseku trati Bohumín–Čadca mezi stanicemi Karviná hlavní nádraží a Louky nad Olší. V bezprostřední blízkosti zastávky se v km 331,561 nachází odbočka (ještě v roce 2020 se jednalo o dopravní stanoviště a poloha byla udávána v km 331,597).

## Historie
Zastávka byla postavena na přeložce trati Louky nad Olší – Dětmarovice, tento úsek byl včetně zastávky dán do provozu 26. května 1963. V nové zastávce byla vybudována u prvního nástupiště výpravní budovy s čekárnou a výdejnou jízdenek. Vyhřívaná čekárna byla zřízena rovněž u druhého nástupiště. Po ztrojkolejnění trati se druhé nástupiště změnilo na ostrovní a bylo zřízeno třetí nástupiště. Nástupiště byla propojena lávkou pro pěší.

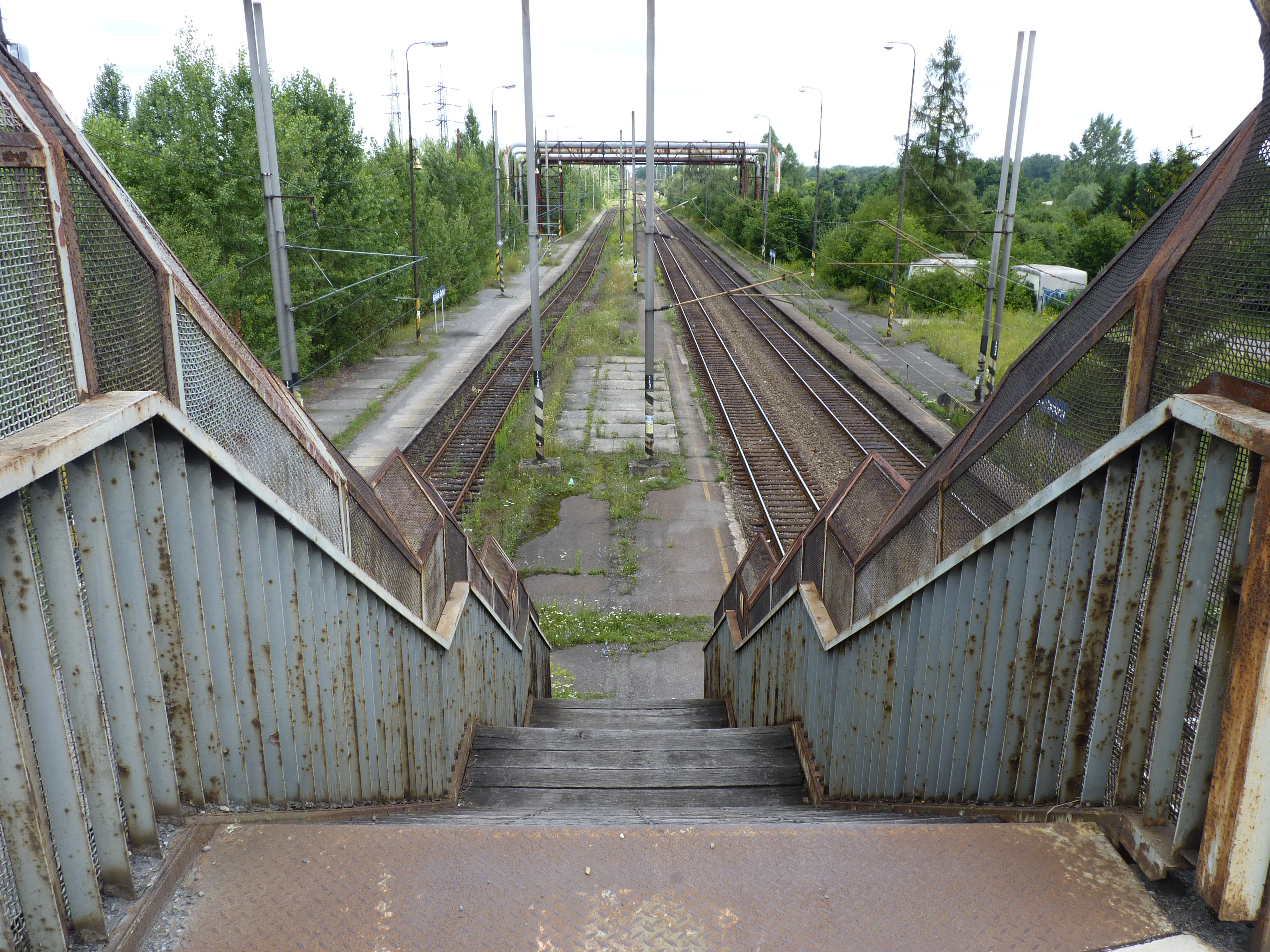
Ještě funkční přístupové schodiště na ostrovní nástupiště v roce 2012

Zdevastované budovy, na kterých se podepsaly i důlní vlivy, byly zbořeny v roce 2008, v roce 2011 byla rozebrána lávka pro pěší.
Z důvodů klesajícího počtu cestujících, kteří tuto zastávku využívali, byl od roku 2005 zredukován počet spojů, které na této zastávce zastavovaly. K další výrazné redukci zastavujících vlaků došlo od prosince 2012, v té době už rovněž provozovatel dráhy zvažoval úplné zrušení zastávky. Od 11. prosince 2016 bylo zastavování osobních vlaků v zastávce zrušeno zcela.

## Popis zastávky
V roce 2020 byly v zastávce k dispozici dvě vnější nástupiště (první u koleje č. 2 a třetí u koleje č. 1) a jedno ostrovní nástupiště (jde o druhé nástupiště mezi kolejemi č. 1 a 0), všechna o délce 264 metrů. Příchod na druhé a třetí nástupiště byl možný ze silničního nadjezdu, ale již v roce 2020 byly schodiště z tohoto nadjezdu na nástupiště v havarijním stavu, takže nástup a výstup cestujících byl možný pouze u prvního nástupiště, tj. u vlaků jedoucích po druhé traťové koleji. Výška nástupní hrany byla u všech nástupišť 200 mm nad temenem kolejnice. Stejný stav byl i v roce 2023.

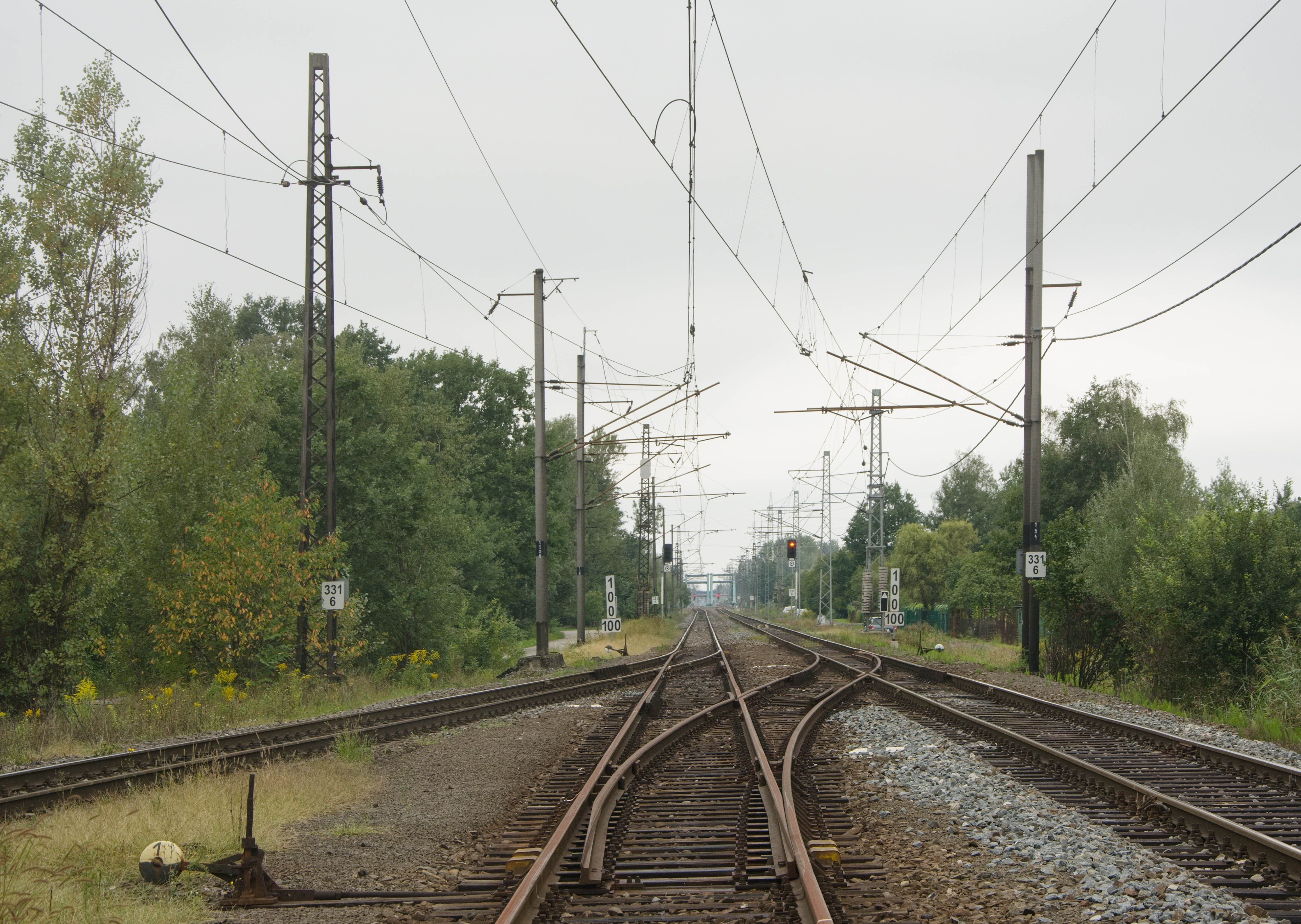
Výhybky v té době ještě dopravního stanoviště (rok 2022)

## Popis odbočky
Odbočka (dříve dopravní stanoviště) poblíž nástupišť umožňuje přechod dvoukolejné trati od Karviné hlavního nádraží na trojkolejnou ve směru do Louk nad Olší, přičemž jedna z těchto tří traťových kolejí je vždy dlouhodobě vyloučena, takže probíhá dvoukolejný provoz v celém úseku Karviná hlavní nádraží – Louky nad Olší. Výhybky a výkolejky dopravního stanoviště jsou přestavovány ručně, jsou uzamčeny a klíče jsou drženy v ústředním zámku a reléovém domku v km 331,518. Stav výsledného klíče ústředního zámku je indikován v JOP v dopravní kanceláři stanice Karviná hlavní nádraží.
Výhledově se plánuje transformace dopravního stanoviště na odbočku, ale se zachováním ručně přestavovaných výhybek, tj. s trvalým provozem pouze dvou kolejí.